# Villazanzo de Valderaduey
Villazanzo de Valderaduey ist ein Ort und eine nordspanische Gemeinde (municipio) mit nur noch 368 Einwohnern (Stand: 2024) in der Provinz León in der autonomen Region Kastilien-León. Neben dem Hauptort Villazanzo de Valderaduey besteht die Gemeinde aus den Ortschaften Carbajal de Valderaduey, Castrillo de Valderaduey, Mozos de Cea, Renedo de Valderaduey, Valdescapa de Cea, Velilla de Valderaduey, Villadiego de Cea und Villavelasco de Valderaduey.

## Lage und Klima
Villazanzo de Valderaduey liegt im nördlichen Teil der Iberischen Hochebene (meseta) in einer Höhe von ca. 910 m. Die Provinzhauptstadt León befindet sich ca. 55 km (Fahrtstrecke) westnordwestlich. Das Klima im Winter ist kühl, im Sommer dagegen durchaus warm; die eher geringen Niederschlagsmengen (ca. 658 mm/Jahr) fallen – mit Ausnahme der nahezu regenlosen Sommermonate – verteilt übers ganze Jahr.

## Bevölkerungsentwicklung
| Jahr      | 1970 | 1981 | 1991 | 2001 | 2011 | 2021 |
| Einwohner | 1650 | 1005 | 772  | 691  | 525  | 392  |

Der deutliche Bevölkerungsrückgang seit den 1950er Jahren ist im Wesentlichen auf die Mechanisierung der Landwirtschaft sowie auf die Aufgabe von bäuerlichen Kleinbetrieben und den damit einhergehenden Verlust an Arbeitsplätzen zurückzuführen (Landflucht).

## Sehenswürdigkeiten
- Laurentiuskirche in Villazanzo de Valderaduey
- Eulalienkirche in Carbajal de Valderaduey
- Martinskirche von Velilla de Valderaduey
- Stephanuskirche in Castrillo de Valderaduey
- Petri-Ketten-Kirche in Renedo de Valderaduey
- Pelagiuskirche in Mozos de Cea